# 夏儀
夏儀（16世紀—17世紀），字長卿，號麟之，南直隸廣德州人，明朝政治人物。

## 生平
夏儀是隆慶五年進士夏良心的孫子，風姿挺秀，文章有蘇軾的風格，跟隨舅父韓敬到西安而知名。萬曆四十三年（1615年）他中舉人，崇禎四年（1631年）成進士，獲授中書舍人，在順天鄉試取錄多位知名士人，後來出使松江時歸鄉，在家去世。

## 引用
1. ↑  《崇祯四年辛未科三百五十名进士履历》：夏儀，麟之，易四房，壬寅十二月二十五日生。廣德州人，乙卯一百二十，會三十一，三甲七名。刑部政，授中書。曾祖熊，贈付都御史。祖良心，兵部侍郎、巡撫。父毅芳，庠生。
2. 1 2  乾隆《廣德州志·卷三十五·人物志》：夏儀，字長卿，號麟之，良心之孫。頎然玉立，咳吐成文，時有子瞻之目；嘗從舅氏韓敬入長安，名動公卿。崇禎辛未進士，授中書科舍人，分校北闈，所得皆知名士，使松江便道歸，卒於家。 《通志》、楊志
3. ↑  乾隆《廣德州志·卷二十九·選舉志》：萬厯四十三年乙卯科（舉人） 夏儀 見進士